# Daniele De Pandis
Daniele De Pandis, né le 30 juin 1984 à Lecce, en Italie, est un joueur italien de volley-ball. Il mesure 1,84 m et joue libero. Il est international italien.

## Clubs
| Club                       | De        | À         |
| -------------------------- | --------- | --------- |
| Salento d'Amare Taviano    | 2006-2007 | 2007-2008 |
| Lupi Pallavolo Santa Croce | 2008-2009 | 2008-2009 |
| Volley 2002 Forlì          | 2009-2010 | 2010-2011 |
| Top Volley Latina          | 2011-2012 | 2011-2012 |
| Piemonte Volley            | 2012-2013 | …         |

## Palmarès

### Club
- Ligue des champions
  - Finaliste : 2013

### Distinctions individuelles
- Meilleur libero de la Ligue des champions 2013